# St. Martin (Kleinleinungen)

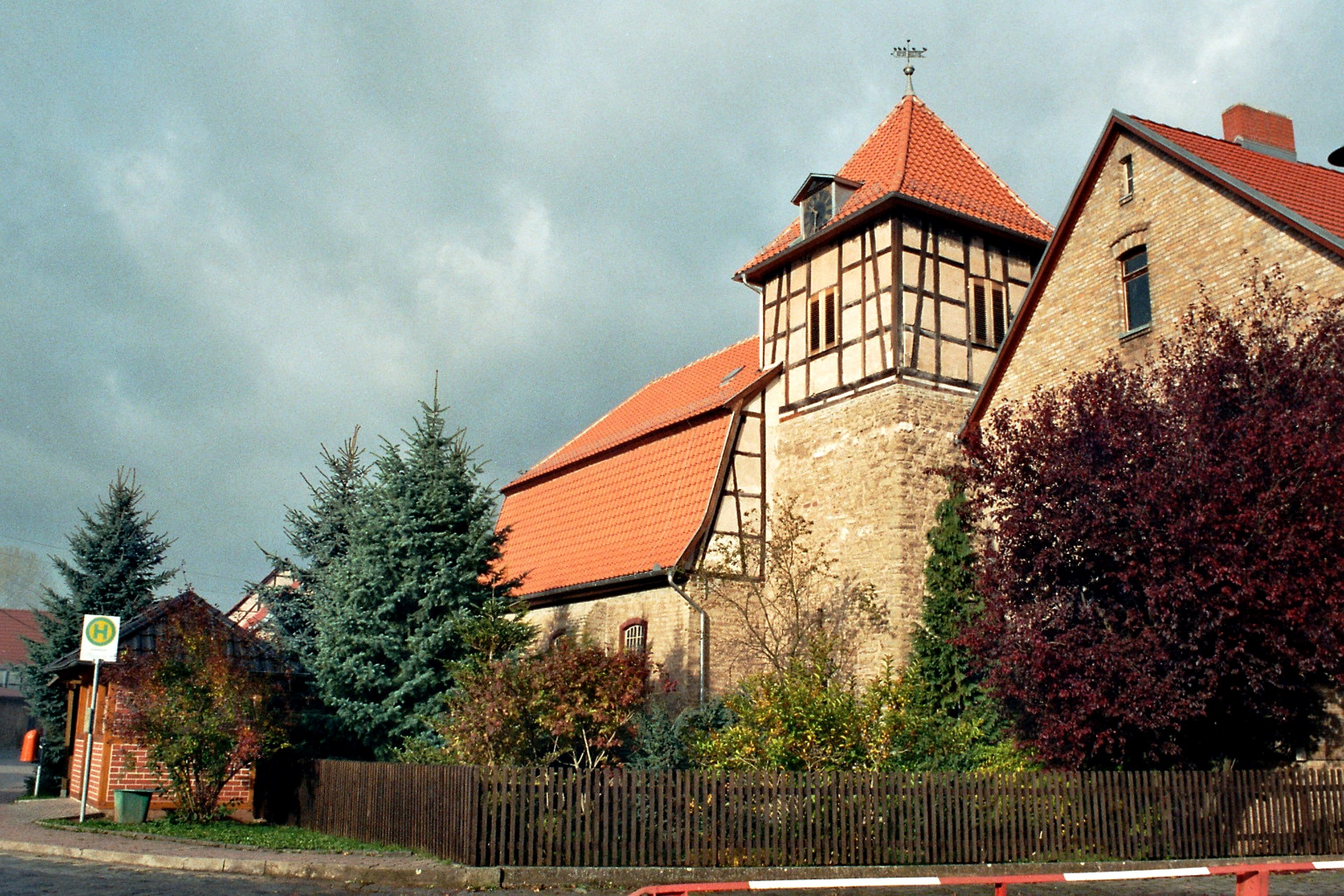
Dorfkirche St. Martin

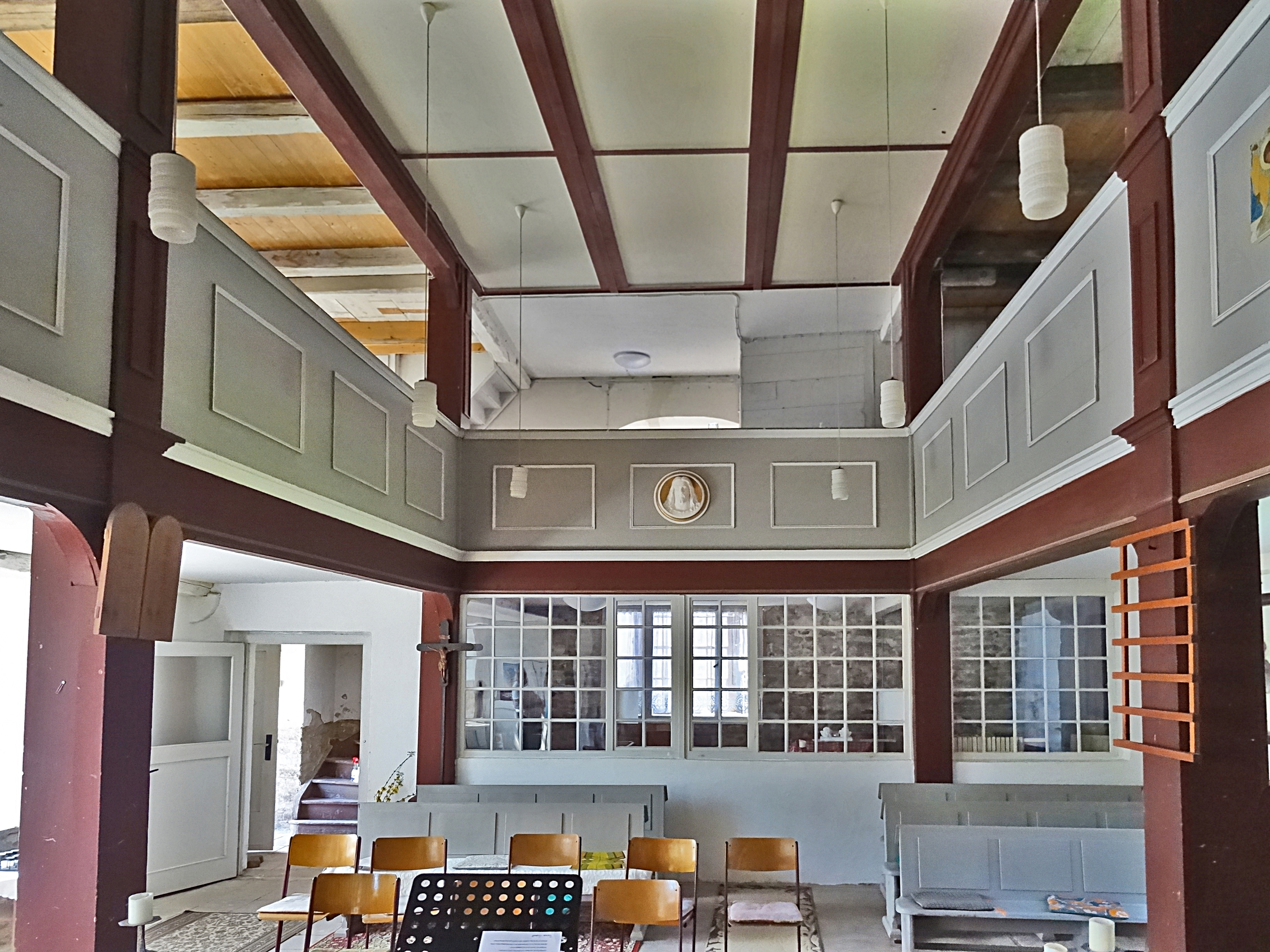
Innenansicht

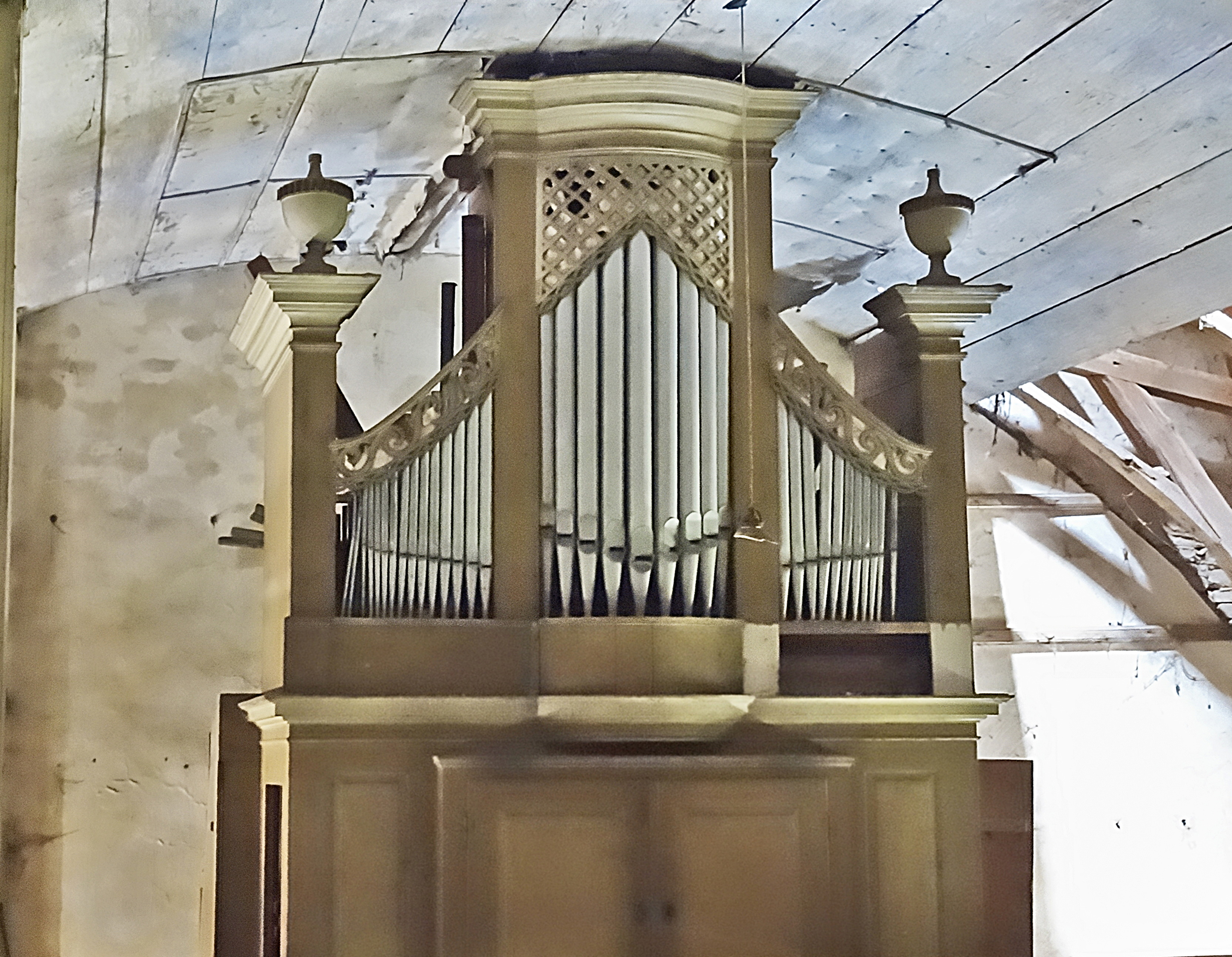
Die Orgel

Die evangelische Dorfkirche St. Martin steht im Ortsteil Kleinleinungen der Gemeinde Südharz im Landkreis Mansfeld-Südharz in Sachsen-Anhalt. Sie gehört zum Pfarrbereich Obersdorf im Kirchenkreis Eisleben-Sömmerda der Evangelischen Kirche in Mitteldeutschland.

## Geschichte
Das jetzige Kirchengebäude wurde im Jahr 1819 anstelle eines wegen Baufälligkeit abgerissenen Vorgängerbaus errichtet. Die Bevölkerung des Dorfes und der umliegenden Orte beteiligten sich aktiv am Baugeschehen. Der Graf zu Stolberg/Roßla beteiligte sich mit einer hohen Spende. Vom Turmunterbau blieb das Kreuzgewölbe im Altarraum erhalten, die Glocken wurden im neuen Turm angebracht. Am 20. Sonntag nach Trinitatis 1819 wurde das neue Gebäude eingeweiht.
Die Orgel mit 8 Registern, verteilt auf ein Manual und Pedal, wurde zwischen 1820 und 1830 vom Orgelbauer Johann Andreas Scheidler aus Bennungen erbaut.

## Der Turm
Auf der Ostseite des Kirchturms fing das Bruchsteinmauerwerk an, über eine Höhe von ca. 3 m auszubeulen. Der Baugrund ist auch wegen der nahen Leine instabil. Der Turm wurde vorerst zurückgebaut und muss neu aufgebaut werden. Für die Glocken und die Uhr wurde auf dem Kirchengelände eine separat stehende Glockenstube errichtet.